# 咸阳站
咸阳站位于中华人民共和国陕西省咸阳市渭城区抗战路，是陇海线与咸铜线车站，分西安、宝鸡、新丰镇三个方向办理行车，距连云港东站1106公里，距兰州站653公里。车站为中国铁路西安局集团西安西站管辖的一等站，办理客货综合性业务，有正线2条、到发线7条、货物线4条。

## 历史
- 1936年，咸阳站建站。[4]
- 1991年，新站舍开始营运。[4]

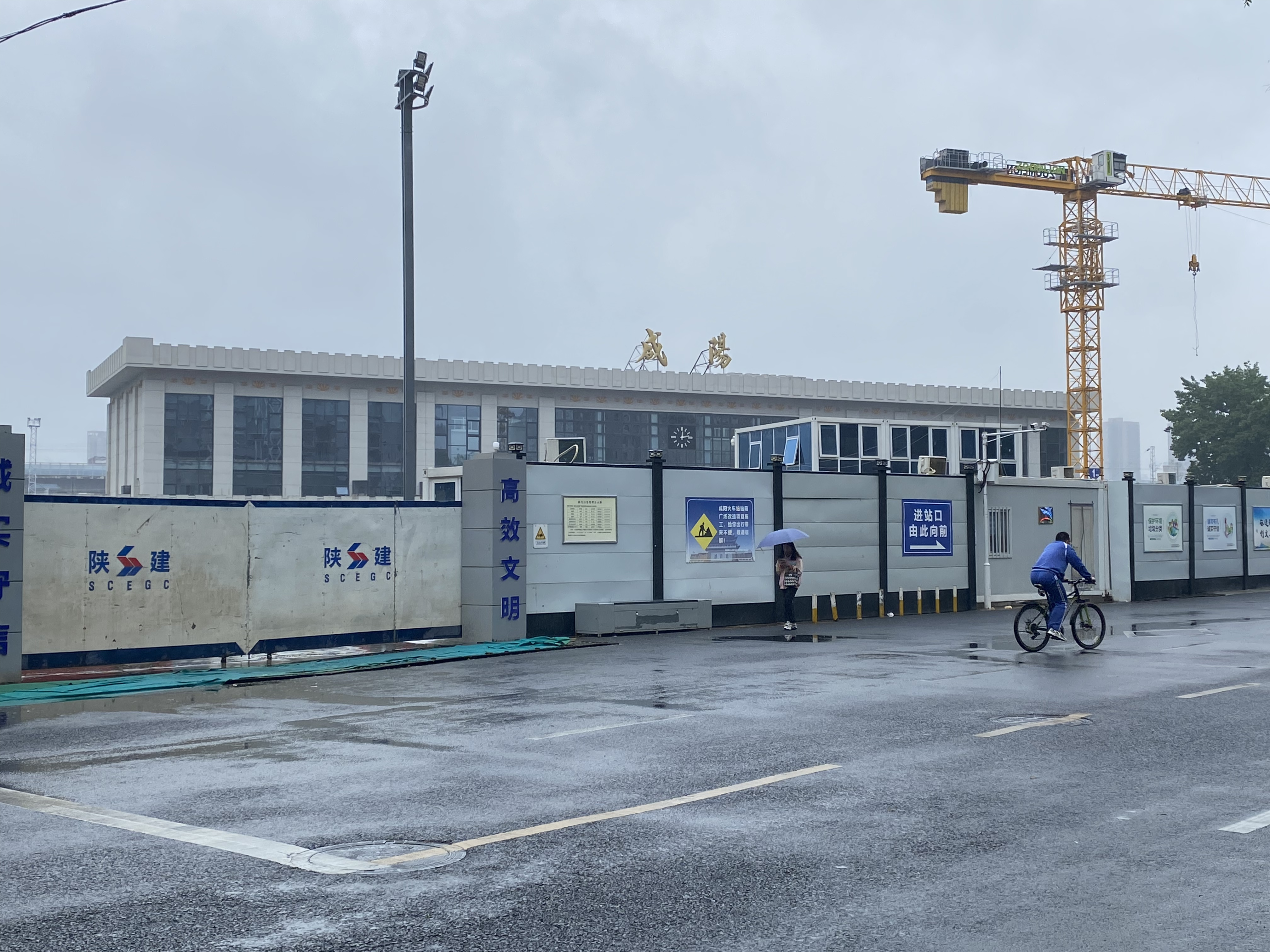
正在改造中的咸阳站前广场（2023年4月21日）

- 2014年9月17日，车站由二等站升为一等站[5]。
- 2021年3月，车站再次进行设施改造[6]。
- 2021年8月3日，本站开始办理陇海线动集动车组列车客运业务[7]。
- 2021年8月6日，站前广场改造项目开工，改造项目包括站前地面景观、公交首末站、路面硬化等工程及地下停车场工程[8]。